# Sümegi Eszter
Sümegi Eszter (Mohács, 1965. április 10.) Kossuth-díjas magyar opera-énekesnő (szoprán), érdemes és kiváló művész, a Halhatatlanok Társulatának örökös tagja.

## Életrajz
1993-ban szerezte meg operaénekesi diplomáját a Liszt Ferenc Zeneművészeti Főiskolán, ahol Ónody Márta növendéke volt. Abban az évben Philadelphiában megnyerte a Pavarotti Énekverseny első díját. Diplomája megszerzése után tovább tanult Rózsa Vera és Geszty Szilvia mesterkurzusain. 1993 óta a Magyar Állami Operaház magánénekesnője, Puccini Bohéméletének Mimijeként debütált. Fellépett többek között a Bregenzi Fesztiválon, a Torontói Operában, Salzburgban, a bécsi Staatsoperben, a Frankfurti Operában, Tajvanon. Részt vett a párizsi Chatelet híres, Bob Wilson rendezte, Christoph Eschenbach vezényelte Walkür produkciójában.Opera műsorkalendárium</ref> Első önálló albuma 2003-ban jelent meg Love, Blood & Fire (Szerelem, Vér és Tűz) címmel, amelyen Verdi, Puccini, Catalani és Wagner áriákat énekel. Az Operaházban a magyarországi közönség is számos alkalommal hallhatta őt különböző szerepekben; Tosca, Mimi vagy éppen Aida szerepében. Oratóriumokban is énekelt, illetve koncertműsorait az utóbbi időben zsidó dalok előadásával színesíti.

## Főbb szerepei
- Puccini: Bohémélet – Mimi
- Puccini: Manon Lescaut – Manon
- Puccini: Tosca – Tosca
- Puccini: Turandot – Liu
- Umberto Giordano: André Chénier – Maddalena
- Verdi: A szicíliai vecsernye – Elena hercegnő
- Verdi: A trubadúr – Leonora
- Verdi: Don Carlos – Erzsébet
- Verdi: Otello – Desdemona
- Verdi: Traviata – Violetta
- Wagner: Lohengrin – Elza
- Wagner: Tannhäuser – Erzsébet

## Díjai
- 1994 – Mándy Andor és Felesége díj
- 1997 – Juventus díj (Dr. Ádám Jenő és Felesége)
- 2000 – Székely Mihály-emlékplakett
- 2004 – A Magyar Köztársasági Érdemrend tisztikeresztje
- 2009 – Mohács díszpolgára[9]
- 2010 – Érdemes művész[10]
- 2012 – Magyar Állami Operaház Kamaraénekese
- 2016 – Kiváló művész
- 2018 – Kossuth-díj
- 2022 – Magyar Állami Operaház örökös tagja [11]
- 2025 – A Halhatatlanok Társulatának örökös tagja

## Lemezei
- Love, blood & fire (CD, Convention Budapest Classics, 2003)
- Gluck Arias (CD, Convention Budapest Classics, 2011)
- Goldmark Károly: Sába királynője (CD, MTVA, 2015)